# (15) Eunomia
(15) Eunomia es un asteroide perteneciente al cinturón de asteroides descubierto el 29 de julio de 1851 por Annibale de Gasparis desde el observatorio de Capodimonte en Nápoles, Italia. Está nombrado por Eunomia, una diosa de la mitología griega.

## Características orbitales
Eunomia está situado a una distancia media de 2,644 ua del Sol, pudiendo acercarse hasta 2,148 ua y alejarse hasta 3,14 ua. Su excentricidad es 0,1875 y la inclinación orbital 11,74°. Emplea 1570 días en completar una órbita alrededor del Sol. Da nombre a la familia asteroidal de Eunomia.